# Ribnica, Velikovec
Ribnica (nemško Reifnitz) je naselje v Občini Velikovec v Okraju Velikovec na Koroškem v Avstriji.